# Cocalodes papuanus
Cocalodes papuanus är en spindelart som beskrevs av Simon 1900. Cocalodes papuanus ingår i släktet Cocalodes och familjen hoppspindlar. Inga underarter finns listade i Catalogue of Life.